# 劍節龍屬
劍節龍屬（學名：Stegosaurides）是甲龍科（或可能是劍龍下目）的一屬恐龍，生存於上白堊紀的亞洲。劍節龍的化石發現於中國甘肅省黑山附近的新民堡群，化石包括破碎脊椎。屬名意為「劍龍的外形」，有時被誤拼為Stegosauroides。

## 發現及物種
模式種是凹甲劍節龍（S. excavatus），是由布林（Birger Bohlin）於1953年正式描述、命名。由於劍節龍的化石材料太少，只有一對脊椎、一個背椎神經棘的基部，所以被認為是疑名。

## 外部連結
- Stegosaurides at DinoRuss Web Site（页面存档备份，存于）